# NGC 1861
NGC 1861 je otvoreni skup u zviježđu Stolu. 

## Vanjske poveznice
- SEDS: NGC 1861